# Hans Fischer (maler)
 Der er flere personer med dette navn, se Hans Fischer.
Hans Christian Fischer (født 13. maj 1849 i Vestbirk ved Horsens, død 3. april 1886 i København) var en dansk landskabsmaler og far til arkitekt Egil Fischer.
Fischer far, Christian Arnold Peter Fischer, gift med Julie Louise Mathilde, født Bahnson, ejede en klædefabrik. Fischer besøgte Kunstakademiets skoler i årene 1865-71 og udstillede første gang 1869. Motiverne til disse arbejder var hentede fra hans fødeegn, og et af dem, Indkjørsel til en jysk Bondegaard, købtes af Kunstforeningen. På de følgende udstillinger var han stedse repræsenteret, og i disse arbejder, af hvilke I Løvspringstiden (1878) blev belønnet med Den Sødringske Opmuntringspræmie, røbedes en dygtig, fremadskridende virksomhed. Blandt motiverne kunne særlig fremhæves Efteraarsmorgen fra Møen, Sommerspirfaldet set fra Sandpynten (1882) og Strandparti ved Vejle Fjord (1884). Hans kunstneriske begavelse kom dog først til sit rette gennembrud på en større udenlandsrejse til Schweiz og Italien, som han foretog efter at have opnået Akademiets stipendium, og et af hans bedste billeder, Neapels Golf med Vesuv og omliggende Byer, set fra Kysten mellem Castellamare og Sorrent, måtte desværre på udstillingen 1886 behænges med flor; thi omtrent samtidig med udstillingens åbning bukkede han under for en snigende sygdom, som han havde pådraget sig i Italien.
25. september 1874 ægtede han Emma Elise Kirstine Fabricius, datter af provst Jørgen Otto Fabricius. Han er begravet på Vestre Kirkegård.